# Berlin Ostbahnhof
Berlin Ostbahnhof (česky Berlín východní nádraží) je jedno z velmi významných nádraží v Berlíně, ve čtvrti Friedrichshain, v obvodu Friedrichshain-Kreuzberg. Slouží jak dálkovým vlakovým spojům, tak i městské železnici S-Bahn.

## Historie
Bylo zprovozněno jako koncové roku 1842 pro spojení východním směrem, zprvu do Frankfurtu nad Odrou, později do Slezska a dále. Průjezdním nádražím je od roku 1882.
V letech 1842–1845 se jmenovalo Berlin Frankfurter Bahnhof (Frankfurtské nádraží), v letech 1845–1852 Berlin Niederschlesisch-Märkischer Bahnhof, v letech 1852–1950 Berlin Schlesischer Bahnhof (Slezské nádraží), v letech 1950–1987 a znovu od roku 1998 Berlin Ostbahnhof (Východní nádraží), v letech 1987–1998 Berlin Hauptbahnhof (hlavní nádraží).
Ostbahnhof se stalo po rozdělení Berlína po druhé světové válce ústředním nádražím Východního Berlína a spolu s Berlin Zoologischer Garten jedním ze dvou nejvýznamnějších nádraží ve městě.
Jako hlavní nádraží je od roku 2006 pojmenováno jiné, nově vybudované nádraží Berlin Hauptbahnhof, od jeho otevření se dopravní význam Východního nádraží snížil. Naposledy bylo modernizováno v roce 1998.